# Olympische Sommerspiele 1996/Teilnehmer (Philippinen)
| Gelbes Symbol für Goldmedaillen mit stilisierten Olympischen Ringen | Graues Symbol für Silbermedaillen mit stilisierten Olympischen Ringen | Braundes Symbol für Bronzemedaillen mit stilisierten Olympischen Ringen |
| ------------------------------------------------------------------- | --------------------------------------------------------------------- | ----------------------------------------------------------------------- |
| —                                                                   | 1                                                                     | —                                                                       |

Die Philippinen nahmen an den Olympischen Sommerspielen 1996 in Atlanta, USA, mit einer Delegation von zwölf Sportlern (acht Männer und vier Frauen) teil.

## Medaillengewinner
Mit einer gewonnenen Silbermedaille belegte das philippinische Team Platz 61 im Medaillenspiegel.

### Silber
| Name             | Sportart | Wettkampf          |
| ---------------- | -------- | ------------------ |
| Mansueto Velasco | Boxen    | Halbfliegengewicht |

## Teilnehmer nach Sportarten

### Badminton
- Amparo Lim
Frauen, Einzel: 33. Platz

### Boxen
- Mansueto Velasco
Halbfliegengewicht: Silber

- Elias Recaido
Fliegengewicht: 5. Platz

- Virgilio Vicera
Bantamgewicht: 17. Platz

- Romeo Brin
Leichtgewicht: 17. Platz

- Reynaldo Galido
Halbweltergewicht: 17. Platz

### Leichtathletik
- Roy Vence
Marathon: 100. Platz

- Elma Muros
Frauen, Weitsprung: 29. Platz in der Qualifikation

### Reiten
- Denise Cojuangco
Springreiten, Einzel: 70. Platz in der Qualifikation

### Schießen
- George Earnshaw
Trap: 56. Platz
Doppel-Trap: 27. Platz

### Schwimmen
- Raymond Papa
200 Meter Freistil: 35. Platz
100 Meter Rücken: 31. Platz
200 Meter Rücken: 25. Platz

- Gillian Thomson
Frauen, 50 Meter Freistil: 51. Platz
Frauen, 100 Meter Rücken: 28. Platz
Frauen, 200 Meter Rücken: 29. Platz
Frauen, 200 Meter Lagen: 38. Platz